# Antonio Maria Roveggio
Antonio Maria Roveggio (Cologna Veneta, 23 novembre 1858 – 2 maggio 1902) è stato un vescovo cattolico e missionario italiano.

## Biografia
Antonio Maria nacque a Cologna Veneta in un clima familiare profondamente religioso, che ne favorì la vocazione sacerdotale, con il consenso del padre Giacomo e della madre Dorotea.
Entrò nel seminario vescovile di Vicenza, dove fece tutti gli studi necessari, accrescendo il suo ideale sacerdotale e missionario, sorto sin dagli anni della teologia, fu ordinato sacerdote il 29 marzo 1884.
Dopo un breve periodo trascorso in diocesi, il 4 dicembre 1884 entrò nell'Istituto delle Missioni Africane di Verona, i cui membri sono chiamati Figli del Sacro Cuore di Gesù, ma più conosciuti come Missionari comboniani dal loro fondatore san Daniele Comboni (1831-1881).
Fece la sua professione religiosa a Verona il 28 ottobre 1887 e il successivo 7 dicembre era già partito per l'Egitto, dove si erano consolidati i comboniani, in attesa che si riaprissero le porte dell'Africa Centrale.
Dal 1887 al 1895 svolse il suo ministero missionario al Cairo, impegnato nella formazione cristiana e sociale degli africani.
L'8 febbraio 1895 a soli 37 anni, gli arrivò la nomina a vicario apostolico dell'Africa centrale, carica già rivestita dal 1877 dal fondatore Daniele Comboni; contestualmente fu nominato vescovo titolare di Amastri.
Fu consacrato vescovo il 21 aprile 1895 nella cattedrale veronese e nel luglio successivo ritornò in Egitto, impegnato ad elaborare un suo programma missionario, mentre stavano per riaprire le porte del Sudan; pose la sua residenza ad Assuan e poi dopo la sconfitta dei mahdisti nel 1898, si spostò nel 1900 a Omdurman-Khartum in Sudan, stabilendo i punti base per ulteriori imprese missionarie.
Intraprese in seguito un viaggio di animazione missionaria in tutta l'Europa, che diede fruttuose nuove vocazioni; fu in pellegrinaggio a Lourdes e a Paray-le-Monial, il centro del culto al Sacro Cuore; inoltre, con i fondi raccolti, poté acquistare un battello per navigare sul Nilo.
Portò a termine anche altre due memorabili spedizioni missionarie, per portare il Vangelo alle tribù dei più sperduti angoli del vicariato. Con la prima, nel febbraio 1901, fondò la stazione di Lul tra gli Scilluk nel Sudan Meridionale; con la seconda nel gennaio 1902, arrivò fino al confine con l'Uganda, con l'intento di aprire una missione fra i Lotuko, ma non ci riuscì, perché non ottenne l'autorizzazione governativa.
In seguito dovette rientrare a Khartum, in attesa di un'occasione migliore. Qualche mese dopo, durante il viaggio in treno da Khartum al Cairo, fu colpito da malore e morì solitario il 2 maggio 1902 a soli 43 anni, mentre il treno si fermava a Berber in territorio sudanese.

## Culto
La causa della sua beatificazione fu aperta il 16 dicembre 1954.

## Riconoscimenti
Gli è intitolato il Liceo scientifico statale "A.M. Roveggio" di Cologna Veneta.

## Genealogia episcopale
La genealogia episcopale è:
- Cardinale Scipione Rebiba
- Cardinale Giulio Antonio Santori
- Cardinale Girolamo Bernerio, O.P.
- Arcivescovo Galeazzo Sanvitale
- Cardinale Ludovico Ludovisi
- Cardinale Luigi Caetani
- Cardinale Ulderico Carpegna
- Cardinale Paluzzo Paluzzi Altieri degli Albertoni
- Papa Benedetto XIII
- Papa Benedetto XIV
- Papa Clemente XIII
- Cardinale Bernardino Giraud
- Cardinale Alessandro Mattei
- Cardinale Pietro Francesco Galleffi
- Cardinale Giacomo Filippo Fransoni
- Cardinale Carlo Sacconi
- Cardinale Edward Henry Howard
- Cardinale Mariano Rampolla del Tindaro
- Cardinale Bartolomeo Bacilieri
- Vescovo Antonio Maria Roveggio, M.C.C.I.